# Gara Agigea Nord
Gara Agigea Nord este o stație de cale ferată care deservește comuna Agigea, județul Constanța, România.